# Phragmatobia paucimaculata
Phragmatobia paucimaculata là một loài bướm đêm thuộc phân họ Arctiinae, họ Erebidae.